# サーレ・デッレ・ランゲ
サーレ・デッレ・ランゲ（伊: Sale delle Langhe）は、イタリア共和国ピエモンテ州クーネオ県にある、人口約500人の基礎自治体（コムーネ）。

## 地理

### 位置・広がり
| 隣接するコムーネは以下の通り。 - カメラーナ - チェーヴァ - モンテゼーモロ - プリエーロ - サーレ・サン・ジョヴァンニ |

#### 地震分類
イタリアの地震リスク階級 (it) では、4 に分類される
。